# Capizzi
Capizzi település Olaszországban, Szicília régióban, Messina megyében. Lakosainak száma 2844 fő (2023. január 1.). Capizzi Caronia, Cerami, Cesarò és Mistretta községekkel határos.

## Népesség
A település népességének változása:
| Lakosok száma | 3137 | 3100 | 2844 |
|               | 2017 | 2018 | 2023 |